# Tomáš Klimek
Tomáš Klimek (ur. 12 kwietnia 1979 w Czeskich Budziejowicach) – czeski historyk i tłumacz. Syn pisarza Hynka Klimka.
Studiował historię na wydziale filozofii Uniwersytetu Palackiego w Ołomuńcu. Po studiach doktoranckich na Wydziale Filozoficznym Uniwersytetu Karola w Pradze uzyskał promocję doktorską.  
Następnie przebywał na półrocznych stażach naukowych w Nowym Jorku i Dublinie. Od 2008 roku pracuje w Bibliotece Narodowej Republiki Czeskiej w Pradze. Jako historyk zajmuje się zagadnieniami Średniowiecza, w tym także okresem panowania Karola IV Luksemburskiego oraz kultury bałkańskiej.

## Wybór publikacji
- Cestování do doby Karla IV. Podle narativních pramenů českého středověku. Šárka, Přerov 2002.
- [z]: Nikola Ikonomov, Vladan Trijić: Naše nebo cizí. Písemná kultura na Balkáně a střední Evropa ve středověku = Ours or alien. Written culture in the Balkans and Central Europe in the Middle Ages. Národní knihovna České republiky, Praha 2012.
- Naše ili tuđe. Srednjovekovna pisana kultura Balkana i Srednje Evrope = Ours or alien. Writen culture in the Balkans and Central Europe. Narodna Bibl. Srbije, Beograd 2012.
- Krajiny českého středověku. Dokořán, Praha 2014, ISBN 978-80-7363-585-5.

### Tłumaczenia
- Charles Homer Haskins: Normani v evropských dějinách = The Normans in European History. Nakladatelské údaje, Praha 2008, ISBN 978-80-7319-071-2.
- Horst Fuhrmann: Středověk je kolem nás = Überall ist Mittelalter. Nakladatelské údaje, Jinočany 2006, ISBN 80-7319-042-7.